# نزلة القبيصي
قرية نزلة القبيصي هي إحدى القرى التابعة لمركز طما بمحافظة سوهاج في جمهورية مصر العربية. وسميت بهذا الاسم نسبه الي اول من قطنها وهو القبيصي ابو طالب المعبدي ذو اصول من شبه الجزيره العربيه وكان يشتهر بالجود والكرم وقام بزراعه الارض وحمايتها هو وابنائه وبسبب سمعته الطيبه تجمعت الناس من حوله وقاموا بتسميه القريه بأسمه . بحسب إحصاءات سنة 2006، بلغ إجمالي السكان في نزلة القبيصي 12211 نسمة، منهم 5027 رجل و4708 امرأة.